# Argumentatio (retórica)
En retórica, se considera que el acto expositivo de un discurso ante un auditorio se divide al menos en cuatro partes: Exordium (presentación), Narratio (exposición), Argumentatio (argumentación), y Peroratio (conclusión con finalidad conativa, o sea con finalidad de influir, de aconsejar, de llamar la atención del receptor o audiencia).
La argumentatio es una parte esencialmente dialéctica del discurso retórico, que se divide en probatio (presentación de pruebas favorables) y refutatio (destrucción o desacreditación de pruebas desfavorables), lo que debe acontecer antes de la peroratio (resumen con finalidad conativa) y por cierto después del exordium (presentación) y de la narratio (exposición).